# Política de Nueva Zelanda

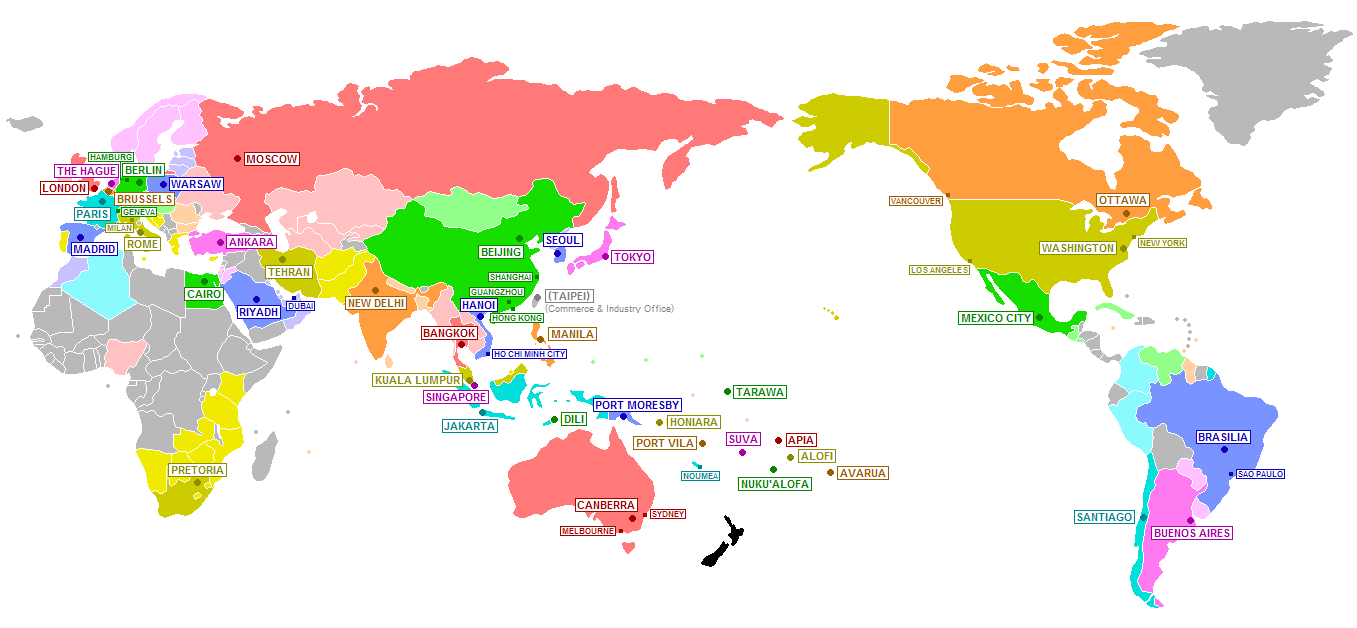
Embajadas de Nueva Zelanda.

Nueva Zelanda es una democracia parlamentaria independiente. El país es oficialmente una monarquía parlamentaria, cuyo jefe de Estado titular es el rey Carlos III, representada por el gobernador general, actualmente Cindy Kiro.
Históricamente, Nueva Zelanda siguió el sistema «Westminster» británico de gobierno parlamentario, pero ya no hay una cámara alta desde la abolición del Consejo Legislativo, un cuerpo no elegido, en 1951. El Parlamento está ahora compuesto únicamente por la Cámara de los Representantes, formada por 120 miembros elegidos por un sistema de representación proporcional desde 1996.
En este sistema hay 65 miembros que representan distritos electorales, de los que cinco se reservan para la población maorí, y el resto se seleccionan de listas de candidatos de los partidos, para obtener un resultado proporcional. Una consecuencia del nuevo sistema es que los partidos mayoritarios necesitan ahora el apoyo de los partidos minoritarios para formar los gobiernos de coalición.
De esa cámara es seleccionado un gabinete ejecutivo de 20 miembros, que es dirigido por el actual primer ministro, Christopher Luxon, del Partido Nacional, de centro-derecha. Actualmente, otros cinco partidos tienen representación en la Cámara, del cual el Partido Laborista de centro-izquierda, es la oposición oficial.